# Идентификация (информационные системы)
Идентифика́ция в информационных системах — процедура, в результате выполнения которой для субъекта идентификации выявляется его идентификатор, однозначно идентифицирующий этого субъекта в информационной системе. Для выполнения процедуры идентификации в информационной системе субъекту предварительно должен быть назначен соответствующий идентификатор (то есть проведена регистрация субъекта в информационной системе).
Процедура идентификации напрямую связана с аутентификацией: субъект проходит процедуру аутентификации, и если аутентификация успешна, то информационная система на основе факторов аутентификации определяет идентификатор субъекта. При этом достоверность идентификации полностью определяется уровнем достоверности выполненной процедуры аутентификации.
Примеры идентификации:
| Вариант идентификации                               | Факторы аутентификации                                                                                   | Результат идентификации (идентификатор)                                                                  |
| --------------------------------------------------- | --- | --- |
| Идентификация пользователя                          | 1) Логин/пароль («я знаю»)                                                                               | Логин |
| Идентификация по банковской карте                   | 1) микропроцессорная банковская карта («я имею»), 2) ПИН-код («я знаю»)                                  | Учетный номер карты (PAN) - считывается с банковской карты                                               |
| Идентификация по банковской карте с биоверификацией | 1) микропроцессорная банковская карта («я имею»), 2) биометрический фактор (отпечаток пальца) («я есть») | Учетный номер карты (PAN) - считывается с банковской карты                                               |
| Идентификация товара по штрих-коду                  | 1) штрих-код («я имею»)                                                                                  | Учетный номер товара                                                                                     |
| Идентификация файла по контрольной сумме            | 1) контрольная сумма («я есть»)                                                                          | Имя файла                                                                                                |
| Идентификация гражданина по электронной подписи     | 1) носитель электронной подписи («я имею»), 2) пароль доступа к носителю («я знаю»)                      | Идентификатор сертификата (СНИЛС — для сертификата ключа проверки квалифицированной электронной подписи) |

Присвоение субъекту идентификатора (то есть регистрацию субъекта в информационной системе) иногда тоже называют идентификацией.